# La Bataille de Saint-Léonard
Pour plus de détails, voir Fiche technique et Distribution.
La Bataille de Saint-Léonard est un film documentaire québécois réalisé par Félix Rose. Le film est présenté pour la première fois au Festival de cinéma de la Ville de Québec et prend l'affiche le 11 octobre 2024 à travers le Québec. Il reste à l'affiche quatre mois dans la ville de Montréal, un exploit pour un documentaire. Il est diffusé le 10 janvier 2025 à 22h30 sur les ondes de TVA.
Suite thématique du documentaire Les Rose, ce film retrace les événements de la crise survenue à Saint-Léonard entre 1968 et 1970 à travers le parcours de deux personnalités, l'entrepreneur Mario Barone et l'architecte Raymond Lemieux.

## Synopsis
En 1968, dans la ville de Saint-Léonard, une crise linguistique sans précédent est en train de couver. Des parents francophones revendiquent des écoles offrant un enseignement uniquement en français. Ce choix heurte des membres de la communauté italienne, qui souhaitent préserver des écoles où l'enseignement se donne plutôt en anglais et en français.
Ce conflit de nature scolaire devient toutefois le symbole d'un mal de société plus grand et plus grave : bien qu'il soit la langue parlée par la majorité de la population, le français au Québec est traité dans l'espace public comme une langue seconde. Les tensions à Saint-Léonard mobilisent les citoyens, mais aussi bientôt des mouvements politiques.
La Bataille de Saint-Léonard raconte le déroulement de cette crise à travers les parcours de deux personnages, Raymond Lemieux et Mario Barone. Leur engagement dans les deux camps opposés par ce conflit mènera à l’adoption de la loi 63, une loi controversée qui exacerbera les tensions linguistiques et politiques, au point de dégénérer en violence sanglante.
Cette crise pavera la voix à l'adoption de la Charte de la langue française (loi 101).

## Distribution

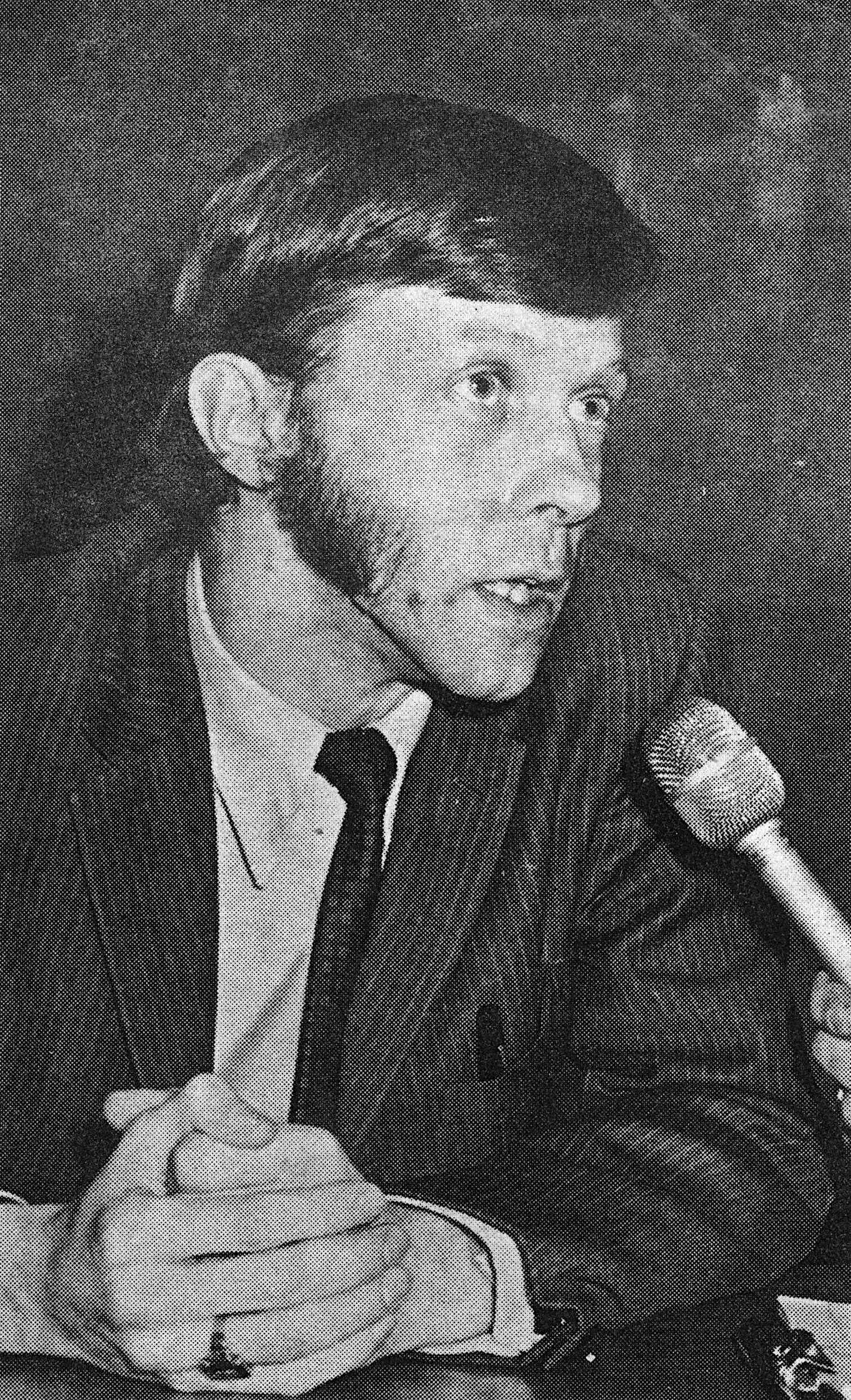
Raymond Lemieux

### Personnages principaux
Raymond Lemieux est né à Montréal en 1933. Son père, anglophone d'ascendance canadienne-française, est né à New York. Sa mère, d’origine irlandaise, est née à Chicago. Même si l’anglais était la langue de la maison et du voisinage, les parents Lemieux choisissent d’instruire leurs enfants en français afin qu’ils deviennent bilingues. En travaillant l’été dans l’industrie ferroviaire, Raymond Lemieux constate les inégalités et s’indigne du sort réservé aux francophones. Ceux-ci sont souvent au bas de l’échelle et ils sont méprisés par leurs patrons anglophones. Architecte de profession, il déménage à Saint-Léonard au milieu des années 1960 afin d’y construire une école, une église et un aréna. En réaction au système des écoles bilingues qu’il désapprouve fortement, il fonde et préside le Mouvement pour l’intégration scolaire (MIS) qui présente des candidats à l’élection scolaire du printemps 1968. Quelque mois plus tard, en septembre, la crise qui se déclenche à Saint-Léonard embrase le débat sur la langue française dans tout le Québec. Raymond Lemieux devient alors une figure nationale. En septembre 1969, quelques jours avant le dépôt du projet de loi 63 qui prône le libre choix pour la langue d’enseignement, Raymond Lemieux est accusé de tentative de sédition par le gouvernement du Québec à la suite d’une émeute à Saint-Léonard. Même si on tente de le museler, Lemieux décide de poursuivre la lutte à ses propres risques. Épuisé à la suite de son procès où il est acquitté, il se retire de la vie publique. Raymond Lemieux décède en 2018,.
Mario Barone décide de quitter l’Italie alors qu’elle a du mal à se relever à la suite la Seconde Guerre mondiale. Arrivé à Montréal au début des années 1950, il travaille d’abord dans un dépotoir puis sur les chantiers de construction avant de devenir un entrepreneur prospère. Il construit de nombreux duplex à Saint-Léonard, ce qui attire plusieurs membres de la communauté italienne. Figure influente et appréciée des siens, Barone est élu conseiller municipal à Saint-Léonard. Il constate que dans le Québec de l’époque, les patrons sont majoritairement anglophones et que les francophones sont souvent opprimés. Il croit que les enfants issus de l’immigration n’ont pas le choix de maîtriser les deux langues s’ils veulent accéder à un avenir meilleur. Dès les balbutiements de la crise linguistique, il prend position dans l’espace public pour défendre les écoles bilingues. Lorsque la commission scolaire de Saint-Léonard décide d'imposer l'enseignement en français seulement sur son territoire, Barone participe à la création de classes anglophones clandestines. Les efforts de Barone contribuent à mettre de la pression sur le gouvernement de Jean-Jacques Bertrand qui fait adopter en 1969 son projet de loi 63 qui vise à accorder le libre choix pour la langue d’enseignement aux parents,.

### Intervenants
Famille Lemieux
- Raymond Lemieux, architecte
- Pierre Lemieux, frère de Raymond
- Chantal Lemieux, fille de Raymond
- Lise Hurtubise, ex-femme de Raymond

Famille Barone
- Mauro Barone, fils de Mario
- Italo Barone, fils de Mario
- Marinela Barone, fille de Mario
- Adriana Barone, fille de Mario
- Remo Barone, neveu de Mario

Autres
- Antonio Flamand, député de l'Union nationale (1966-1970)
- André Lamy, Mouvement pour l'intégration scolaire (M.I.S)

Plusieurs personnalités publiques québécoises font également une apparition dans ce film, par le biais des archives. On compte notamment Daniel Johnson (père), Jean-Jacques Bertrand, René Lévesque, Pierre Elliot Trudeau, Pierre Bourgault, Charles de Gaulle, l'écrivain Michel Tremblay, l'avocat Bob Beale, le chanteur Tony Massarelli, Gaston Miron, Pauline Julien, Pierre Nadeau, Hélène Loiselle, Michel Chartrand et Paul Rose.

## Genèse du film
Au moment de sa recherche pour le documentaire Les Rose, Félix Rose développe un intérêt pour la crise de Saint-Léonard. Avant de rejoindre le FLQ, son père Paul Rose avait milité et participé à de nombreuses manifestations aux côtés de Raymond Lemieux, dans le cadre de cette crise. Au départ, le réalisateur souhaitait aborder cet élément majeur dans Les Rose. Toutefois, le sujet s'avérait trop complexe à insérer dans son film. Il a donc décidé d'en faire le sujet d'un autre documentaire.
En juin 2017, Félix Rose enregistre un entretien avec Raymond Lemieux, quelques mois avant son décès. Au moment de sa mort en avril 2018, aucun média n'avait fait de mention à Raymond Lemieux. Afin de souligner sa mémoire, Félix Rose voulait ainsi mettre de l'avant cet homme pour corriger cet oubli dans la mémoire collective. Voulant également montrer dans son film le point de vue de la famille Barone et de la communauté italienne de Saint-Léonard, Félix Rose communique avec Mauro Barone, fils de Mario. En obtenant l'accord des familles Lemieux et Barone pour participer au documentaire, le réalisateur consacrera sept ans à tourner les témoignages, faire des recherches dans les archives et à effectuer son montage.
Il s'agit de la deuxième collaboration de Félix Rose avec le monteur Michel Giroux.

### Chronologie
La Bataille de Saint-Léonard couvre plusieurs évènements historiques québécois en lien avec la crise de Saint-Léonard. La chronologie qui suit retrace les principales étapes de cette crise : 
- Années 1950 : Vague d'immigration italienne au Québec.
- Années 1960 : Développement la ville de Saint-Léonard par l'entrepreneur Mario Barone et création des écoles bilingues. Vers la fin des années 1950, les immigrants italiens commencent à affluer. De 321 en 1961, ils passeront à 15 510 en 1971: en 1968, ils comptent pour 40 % de la population de Saint-Léonard, contre 55 % de francophones (de souche française) et 5 % d'anglophones (de souche britannique).Crise de Saint-Léonard
- 5 juin 1966 : Daniel Johnson est élu premier ministre du Québec avec l’Union nationale.
- 1967 : Expo 67
- 4 juillet 1967 : Visite protocolaire du président Charles de Gaulle au Québec qui déclenche une crise diplomatique avec son «Vive le Québec libre!».
- 5 novembre 1967 : Victoire de Léo Ouellet comme maire de Saint-Léonard et de Mario Barone comme conseiller municipal.
- 4 mars 1968 : Première lecture public de la pièce de théâtre Les Belles-sœurs de l'auteur Michel Tremblay.
- 11 juin 1968 : Élection scolaire à Saint-Léonard et victoire du Mouvement Intégration scolaire (MIS) de Raymond Lemieux. On met fin aux écoles bilingue.
- 1er septembre au 5 octobre 1968 : Occupation de l’école francophone Aimé-Renaud pour empêcher sa conversion en école anglophone.
- 12 septembre 1968 : La marche sur Ottawa. Lors de l'assermentation de Pierre Elliott Trudeau comme premier-ministre du Canada, une grande manifestation est organisée par Mario Barone, Bob Beale et des représentants des communautés italienne et anglophone pour dénoncer les tentatives de mettre fin au bilinguisme dans les écoles québécoise. Trudeau accepte de les rencontrer et prend position en leur faveur.
- Automne 1968 au printemps 1969: des parents italiens décident de boycotter l’école unilingue à Saint-Léonard et crée alors des classes clandestines dans les duplex de Mario Barone.
- 26 septembre 1968 : Mort de Daniel Johnson lors de l’inauguration de Manic-5.
- 2 octobre 1968 : Jean-Jacques Bertrand est assermenté comme premier ministre du Québec.
- Novembre et décembre 1968 : Opposition contre le projet de loi 85 prônant le libre-choix pour la langue d'enseignant. Le projet est avorté.
- 28 mars 1969 : L'Opération McGill français pour convertir l'Université McGill en université francophone.
- 3 septembre 1969 : Rentrée scolaire perturbée. Une assemblée populaire organisée à Saint-Léonard dégénère. Lemieux est blessé.
- 10 septembre 1968 : Manifestation et confrontation physique entre francophones et Italiens à Saint-Léonard. Proclamation de la Loi de l’émeute. Lemieux est accusé de sédition.
- Octobre et novembre 1969 : Opposition contre le projet de loi 63 (nouvelle mouture de la loi 85) prônant le libre-choix pour la langue d'enseignant. Une émeute éclate dans la ville de Québec devant le Parlement.
- 20 novembre 1969 : Le gouvernement de Jean-Jacques Bertrand fait adopter le Bill 63 à l’Assemblée nationale.
- 29 avril 1970 : Défaite électoral de l'Union nationale. Les Libéraux de Robert Bourassa remportent les élections à l’Assemblée nationale avec 45,4 % des voix.
- 15 novembre 1976 : Le Parti québécois, dirigé par René Lévesque, remporte l’élection générale avec 41,4 % des voix.
- 26 août 1977 : Camille Laurin fait adopter la Loi 101 qui vise à assurer la primauté du français au Québec.

## Fiche technique
| Réalisation et scénario       | Félix Rose                                        |
| Production                    | Karine Dubois                                     |
| Producteurs exécutifs         | Karine Dubois, Marie-Pierre Corriveau, Félix Rose |
| Montage                       | Michel Giroux                                     |
| Musique                       | Marc Gravel                                       |
| Direction de la photographie  | Priscillia Piccoli                                |
| Opération Steady Cam          | Éloi Sirois                                       |
| Opération du drone            | Franck Le Coroller                                |
| Colorisation                  | Marilène Clouâtre                                 |
| Prise de son                  | Laurence Turcotte-Fraser                          |
| Conception sonore             | Simon Gervais                                     |
| Mixage                        | Nicolas Dallaire                                  |
| Direction de production       | Marie-Hélène Beaudry                              |
| Superviseur de postproduction | Guy Langlois                                      |
| Infographie                   | Eric Piccoli                                      |
| Distribution                  | Maison 4:3                                        |
| Postproduction                | Mels                                              |
| Durée                         | 108 minute                                        |
| Sortie en salle               | 11 octobre 2024                                   |

## Diffusion
La première mondiale de La Bataille de Saint-Léonard à lieu au Festival de cinéma de la Ville de Québec au Théâtre Le Diamant le 14 septembre 2024 devant un public de 430 personnes,,. Le film sort en salle un peu partout au Québec le 11 octobre 2024 et reste à l'affiche plus de deux mois. Félix Rose fait une tournée du Québec et le présente dans une quarantaine de ville ainsi qu'au Festival du cinéma québécois de Biscarosse en France.

## Réception
La Bataille de Saint-Léonard fait l'objet de critiques positives dans plusieurs médias québécois.
Dans Le Soleil, la critique Léa Harvey salue le travail du réalisateur qui « a réussi à ressembler chacune des pièces du puzzle » que représente l'histoire de la crise de Saint-Léonard. Josée Legault dans le Journal de Montréal parle d'« un documentaire d’une force et d’une qualité exceptionnelles ». Pour Marie-France Bazzo, elle-même fille d'immigrant italien, « [l]a force du documentaire de Félix Rose est de montrer l’intime et l’Historique, le personnel et la société. Les évènements qu’il décrit ont contribué à cette idée que la place du français doit être protégée par la loi. Les répercussions sont fondamentales pour le Québec actuel ». Sur un ton plus léger, André Duchesne de La Presse écrit : « Au temps de la pandémie, dire « J’ai fait mes recherches » avait un potentiel hautement explosif. Et pourtant ! Faire ses recherches est à la base de tout travail solide, documenté et ouvert à la discussion. Félix Rose, lui, les a effectuées, ses recherches ». De son côté, Martin Bilodeau souligne le ton mesuré du film, qui « fait bonne mesure, déploie un arsenal impressionnant d'archives, donne un égal droit de parole aux deux clans, moissonne des propos nuancés de manière à mieux instruire les spectateurs d'aujourd'hui ».
Dans Le Devoir, le chroniqueur Jean-François Nadeau parle également en termes très positifs du documentaire de Félix Rose, saluant son travail de recherche, ayant le mérite « de rappeler aux consciences d’aujourd’hui les termes des conflits sociaux qui se jouent autour de la question de la langue et du monde populaire ». Pour le chroniqueur Mathieu Bock-Côté, « [l]a crise de Saint-Léonard a été un réveil dans notre histoire. Un vrai réveil. Il en faudrait un autre. Félix Rose nous rappelle que notre peuple a déjà eu du courage ». Dans Presse-toi à gauche, Pierre Mouterde écrit : « Il faut dire —qu’au-delà de tout ce qu’on a pu déjà en dire— ce documentaire mérite d’être vu et revu, en particulier au regard des drames migratoires et déchirements linguistiques que nous pouvons vivre au Québec des années 2020, car il se présente comme un éclat de lumière violemment jeté sur une histoire oubliée, mais dont le sens profond reste brûlant d’actualité et apparaît comme une clef pouvant nous aider à déchiffrer les temps présents ».
Le 24 octobre 2024, à la Chambre des communes d'Ottawa, les députés du Bloc québécois rendent hommage au réalisateur Félix Rose et à son film.

## Festivals
- 2024 - Festival de cinéma de la ville de Québec (Québec)
- 2024 - Trois Jours du Documentaire à Percé (Québec)
- 2024 - Windsor International Film Festival (Ontario)
- 2024 - Festival du cinéma québécois de Biscarrosse (France)
- 2025 - Cinema on the Bayou (États-Unis)
- 2025 - Festival du Film de Sept-Îles (Québec)
- 2025 - Victoria Film Festival (Colombie-Britannique)
- 2025 - Rendez-Vous Québec Cinéma (Québec)
- 2025 - Festival de cinéma francophone de Calgary (Alberta)
- 2025 - Festival du film de l'Outaouais (Québec)
- 2025 - Festival d’auteur de Val-Morin (Québec)
- 2025 - Doc-Cévennes (France)

## Récompenses
- Prix La Fabrique culturelle de Télé-Québec au festival du film de Sept-îles (2025)